# Cadastre du Luxembourg
Le cadastre du Luxembourg est un ensemble de plans et fichiers administratifs qui recense toutes les propriétés foncières situées dans chaque commune luxembourgeoise, et qui en consigne la valeur afin de servir de base de calcul à certains impôts et sert à l'établissement du Plan d'aménagement général (PAG).

## Histoire
Le cadastre luxembourgeois a la même origine que le cadastre français à cause de la domination française du grand-duché entre 1795 et 1815. Bien qu'un décret du 12 mars 1766 instituait le recensement des biens et de la fortune au Luxembourg, il faut en effet attendre les décrets du 21 août et du 23 septembre 1791, autorisant les directoires des départements français à ordonner la levée des terres, qui trouvent leur application en 1795/1796 dans le département des Forêts qui englobe le Luxembourg actuel.
Entre 1798 et 1801, les communes de Burmerange, Differdange et Ell servent de prototypes à l'arpentage et à l'établissement des premiers plans-modèle puis un arrêté du 18 juin 1801 l'étend à tout le territoire ; l'achèvement des premiers plans parcellaires a lieu en 1811 à Flaxweiler, mais les guerres napoléoniennes interrompent les travaux.
À la chute du Premier Empire et après le congrès de Vienne, un décret du roi des Pays Bas daté du 6 avril 1816 ordonne la poursuite de l'établissement des mensurations cadastrales qui s'achèvent en 1830. Ainsi, ce sont 1700 plans cadastraux localisant environ 620000 parcelles qui sont établis sur les 130 communes de l'époque.
La révolution belge en 1830 interrompt les travaux d'actualisation, qui ne reprennent qu'en 1839 ; en 1842, un arrêté royal-grand-ducal ordonne la révision du cadastre afin de tenir compte des nouvelles formes de bourgeoisies et introduit les principes actuels du cadastre dont notamment le système de numérotation des parcelles.
En 1870, le registre des copropriétaires est établi et en 1905, le numéro cadastra est rendu obligatoire sur les actes administratifs.
Durant la Seconde Guerre mondiale, l'occupant allemand tente de germaniser le fonctionnement du cadastre notamment en tentant d'introduire le livre foncier, à l'instar de l'Alsace-Moselle en France, mais sans succès.
Entre 1997 et 2001, les 1800 planches (ou plans-îlot) du cadastre sont numérisées et mises en ligne sur internet.

## Aspect juridique
Outre la levée de l'impôt, le cadastre est une des bases de l'établissement dans chaque commune d'un Plan d'aménagement général (PAG) qui est « un ensemble de prescriptions graphiques et écrites à caractères réglementaire qui se complètent réciproquement et qui couvrent l'ensemble du territoire communal qu'elles divisent en diverses zones dont elles arrêtent l'utilisation du sol ». Chaque commune est tenue d'en établir un — elles peuvent se regrouper un établir un PAG commun —. Trois régimes de PAG existent au XXIe siècle : celui de 1937, dont l'État souhaite la disparition progressive, celui de 2004 et celui de 2011 ; une réforme en 2017 simplifie les démarches d'actualisation vers le régime de 2011.

## Organisation et contenu
Le territoire luxembourgeois est découpé en communes cadastrales, au nombre de 130 et qui correspond au découpage administratif du XIXe siècle, elles-mêmes subdivisées en sections cadastrales, au nombre de 520, et en parcelles.
Le cadastre contient un tableau indicatif avec une liste des propriétaires et la matrice cadastrale renseignant, par commune cadastrale, la propriété par propriétaire et ce de façon individualisée.

## Consultation
Le cadastre est consultable gratuitement sur map.geoportal.lu, le géoportail luxembourgeois.